# Тротинет
Тротинет (фр. trottinette) или ромобил је врста личног превозног средства које нарочито употребљавају дјеца, као играчку. То је ниско постављена равна површина монтирана на два или више точкова, са управљачем на једном крају „даске“, а покреће се првенствено властитом снагом корисника, одгуривањем ногом о тло.
Уобичајен модеран тротинет израђен је од метала, често од алуминијума. Површина за стајање је уска, а тротинет је преклопив код споја управљача са површином за стајање. Постављају се углавном само два точка, по један на сваком крају „даске“. Точкови су израђени од пуне гуме или сличних модерних индустријских материјала. Без обзира на модеран изглед тротинета, постоје разни облици. Неки тротинети имају веће точкове и управљач такав да су прилично слични бициклу. Други имају три или четири точка, постављена углавном због веће стабилности корисника. 
Тротинет је био нарочито популаран у првој половини 20. вијека. Неколико деценија послије заинтересованост је била смањена, да би у деведесетим годинама 20. вијека поново постао популаран. У 21. вијеку такође бележи популарност, са порастом корисника електричног тротинета који је бржи него обични и има већи оптицај снаге због литијумско-јонске батерије.

## Разлика између тротинета и сличних средстава за превоз
- Главна разлика између бицикла и тротинета је погон, који се код тротинета врши одгуривањем ногом о тло.

- Главна разлика између тротинета и скејтборда је управљач, којим се на тротинету може вршити и оштрије скретање, а који олакшава и одржавање равнотеже. На скејтборду не постоји сличан управљач.

## Ромобил
Иако је израз ромобил синоним за тротинет, у употреби он често подразумијева посебну врсту тротинета који има уграђену и неку врсту додатног погона, као електрични или мали бензински мотор.